# Estadio Nicolae Dobrin
El Estadio Nicolae Dobrin (en rumano:Stadionul Nicolae Dobrin) hasta 2003 llamado Stadionul Municipal Piteşti, es un estadio de fútbol ubicado en la ciudad de Piteşti, Distrito de Argeș, Rumania. El estadio fue inaugurado en 1964 y posee una capacidad para 16 500 espectadores, en el disputa sus partidos como local el FC Argeș Pitești club de la Liga Profesional Rumana. Lleva el nombre del exfutbolista y entrenador de fútbol rumano Nicolae Dobrin, quien hizo prácticamente toda su carrera como futbolista activó en el FC Argeș Pitești.
La inauguración tuvo lugar el 2 de mayo de 1964, con un partido amistoso entre Dinamo Pitesti y Spartak Sofía (3-0), el récord de asistencia se estableció en 1979, cuando 28,000 espectadores se congregaron para ver el partido entre FC Argeș Pitești y Nottingham Forest por los octavos de final de la Copa de Campeones de Europa 1979-80.